# Слатнов, Александер
Александер Слатнов (нем. Alexander Slatnow; 19 сентября 1950, Тетеров — 21 мая 2003, Нойбранденбург) — немецкий гребец-байдарочник, выступал за сборную ГДР в первой половине 1970-х годов. Участник летних Олимпийских игр в Мюнхене, двукратный чемпион мира, победитель многих регат национального и международного значения.

## Биография
Александер Слатнов родился 19 сентября 1950 года в городе Тетерове. В детстве играл в гандбол, но в какой-то момент решил перейти в греблю. Проходил подготовку в Нойбранденбурге в местном одноимённом спортивном клубе «Нойбранденбург».
Первого серьёзного успеха на взрослом международном уровне добился в 1971 году, когда попал в основной состав восточногерманской сборной по гребле и побывал на чемпионате мира в югославском Белграде, где вместе с напарником Райнером Куртом завоевал награду золотого достоинства в зачёте двухместных каноэ на дистанции 1000 метров.
Благодаря череде удачных выступлений удостоился права защищать честь страны на летних Олимпийских играх 1972 года в Мюнхене — в паре с тем же Райнером Куртом боролся за медали в двойках на тысяче метрах: благополучно дошёл до финальной стадии, однако в решающем заезде финишировал лишь четвёртым, остановившись в шаге от призовых позиций — впереди него оказались экипажи из СССР, Венгрии и Польши.
После мюнхенской Олимпиады Слатнов остался в основном составе гребной команды ГДР и продолжил принимать участие в крупнейших международных регатах. Так, в 1975 году он выступил на мировом первенстве в Белграде, где с новым партнёром Герхардом Руммелем снова завоевал золото в километровой дисциплине байдарок-двоек, в том числе обогнал на финише румынский экипаж Ларьона Сергея и Поликарпа Малыхина, ставший вторым.
Вскоре по окончании этих соревнований принял решение завершить спортивную карьеру, уступив место в сборной молодым немецким гребцам. Впоследствии стало известно, что почти на протяжении всей своей спортивной карьеры он был тайным информатором Министерства государственной безопасности ГДР и под конспиративным именем Петер Шрайбер докладывал туда обо всех событиях, происходящих в сборной.
До последних лет жизни проживал в Нойбранденбурге, работал в архитектурно фирме. Умер в результате онкологического заболевания 21 мая 2003 года.